# 三菱製鋼室蘭特殊鋼
三菱製鋼室蘭特殊鋼株式会社（みつびしせいこうむろらんとくしゅこう）は、三菱製鋼のグループ会社で、北海道室蘭市に拠点を持つ製鋼会社。1992年に同社の鋼材部門を分社化し設立された。

## 概要
設備増強が困難な東京製作所（東京都江東区）の移転先を探していた三菱製鋼と、室蘭製鐵所の高炉休止計画に伴い遊休設備や余剰人員対策に悩んでいた新日本製鐵（現・日本製鉄）との利害が一致する形で設立。大手鉄鋼各社の高炉休止による遊休資産活用法として、同業他社の大規模工場を移転するやり方は初めて。
高炉を含めた製銑工程を、旧新日鐵から分離し設立された北海製鉄は、日本製鉄が資本金の80%を出資し、残りの20%を三菱製鋼が出資する。
他の特殊鋼専業メーカーが市中の鉄スクラップを電気炉で溶解しているのに対し、溶銑からできた鋼は不純物元素が少ない。

## 沿革
- 1985年 - 東京都江東区東雲にある三菱製鋼東京製作所の移転検討を開始。
- 1989年 - 新日本製鐵室蘭製鉄所（現・日本製鉄室蘭製鉄所）内への移転を発表。
- 1991年 - 新日本製鐵、室蘭製鉄所の分離と高炉存続を発表。
- 1992年 - 三菱製鋼東京製作所の鋼材部門を北海道室蘭市に移転。